# Among the Irish Fisher Folk
Pour plus de détails, voir Fiche technique et Distribution.
Among the Irish Fisher Folk est un documentaire américain sorti en 1911, réalisé par Sidney Olcott. 

## Fiche technique
- Réalisation : Sidney Olcott
- Scénario :
- Production : Kalem
- Directeur de la photo : George K. Hollister
- Décors :
- Longueur : 640 pieds
- Date de sortie : 1911
- Distribution :

## Tournage
Tourné au large de Howth, en Irlande, à bord d'un bateau de pêche, durant l'été 1911.
Alors qu'il tourne une séquence en mer pour son film de fiction The Fishermaid of Ballydavid, Sidney Olcott en profite pour réaliser un documentaire sur un bateau de pêche irlandais.